# Bete-Semes
Bete-Semes (em hebraico: בֵּית שֶׁמֶשׁ; romaniz.: Beit Shemesh) é uma cidade de Israel, no distrito de Jerusalém, com 124 957 habitantes.
1. ↑  «Ultra-Orthodox retake Beit Shemesh, former Haifa mayor Yona Yahav returns to office». www.timesofisrael.com (em inglês). Consultado em 13 de abril de 2024